# Flux Pavilion
Джо́шуа Стил (англ. Joshua Steele), более известный как Флакс Пави́лион (англ. Flux Pavilion) — британский диджей и музыкальный продюсер. Сооснователь лейбла «Circus Records».

## Выступления
Flux Pavilion был хедлайнером трёх туров по США и двух — по Великобритании. Также выступал на музыкальных фестивалях Coachella, EDC, Glastonbury, Reading Festival и других.

## Биография
Джошуа Стил и его приятель детства Шон Брокхёрст, также известный как Doctor P, основали лейбл «Circus Records» в 2009 году при поддержке драм-н-бейс-музыканта DJ Swan-E и Эрла Фолконера из группы UB40.
В марте 2011 года Флакс выпустил сингл «Bass Cannon», который впоследствии попал на 56-ю строчку в официальном хит-параде синглов Великобритании. В начале мая того же года была выпущена совместная с Doctor P компиляция «Circus One», в которую вошли 4 трека Флакса, а в конце мая вышел микстейп «Peanut Butter and Swelly» от Chiddy Bang, в который вошла фристайл-версия трека Флакса «I Can’t Stop» (из мини-альбома «Lines in Wax»). В августе 2011 этот же трек Флакса был использован в качестве основы для песни американских хип-хоп-исполнителей Kanye West и Jay-Z «Who Gon Stop Me», которая входит в их альбом «Watch the Throne».
В декабре 2011 Флакс попал в лонг-лист опроса «Sound of 2012», в котором был одним из двух независимых исполнителей (вместе с группой Friends).
Также написал саундтреки к видеоиграм Need for Speed: Most Wanted («Double Edge») и Saints Row IV («Blow The Roof»).
В сентябре 2014 года Флакс по просьбе The Walt Disney Company сделал ремикс на «Rebels Theme» — саундтрек к мультсериалу «Звёздные войны: Повстанцы».

## Награды
| Год  | Организация       | Премия        | Результат |
| ---- | ----------------- | ------------- | --------- |
| 2011 | BBC Sound of 2012 | Sound of 2012 | Номинация |